# Precetinci
Precetinci este o localitate din comuna Ljutomer, Slovenia, cu o populație de 158 de locuitori.